# Paolo Gualdo
Paolo Gualdo (né à Vicence le 25 juillet 1553 et mort à Padoue le 16 octobre 1621) est un littérateur et érudit italien.

## Biographie
Né en 1553, à Vicence, d’une famille patricienne qui a fourni plusieurs hommes de mérite, il acheva ses études à Padoue, et y reçut le laurier doctoral dans la double faculté de droit et de théologie. Il se rendit en 1582 à Rome, où il fut accueilli par le cardinal Castagna, qui, peu d’années auparavant, avait été son hôte à Vicence, et d’après ses conseils il embrassa l’état ecclésiastique. Dès qu’il eut reçu les ordres, il fut pourvu d’un canonicat, et bientôt nommé théologien du chapitre. Son illustre protecteur étant devenu pape en 1590, sous le nom d’Urbain VII, Gualdo fut fait secrétaire des mémoriaux, à la chancellerie romaine ; et l’on ne peut douter qu’il ne fût parvenu rapidement aux premières dignités de l’Église, si ce pontife eût occupé plus longtemps la chaire de St-Pierre. À la mort de son protecteur, il quitta la chancellerie, se démit de son canonicat (1591) et revint à Vicence, où il passa plusieurs années, partageant ses loisirs entre la culture des lettres et l’étude de l’antiquité. Le désir d’accroître ses connaissances l’ayant ramené à Rome, il profita de cette occasion pour visiter Naples et les lieux voisins de cette ville, qui sont célèbres dans l’histoire. L’évêque de Padoue, Marco Corner, le nomma son vicaire général en 1596 ; il retourna pour la troisième fois à Rome, avec ce prélat, en 1601, et y demeura plusieurs années dans la société des artistes et des savants. S’il eût eu de l’ambition, son mérite et ses liaisons lui auraient ouvert facilement le chemin des honneurs ; mais il refusa toutes les dignités qui lui furent offertes. Cependant l’archiprêtré de Padoue étant venu à vaquer en 1609, il l’accepta ; et ses pouvoirs comme vicaire général lui ayant été rendus, il se mit à la tête de ce vaste diocèse, qu’il administra pendant l’absence de l’évêque avec beaucoup de prudence et de sagesse. Il choisit en 1619 pour coadjuteur son neveu, et mourut le 16 octobre 1621.

## Œuvres
Gualdo était en correspondance avec les hommes les plus distingués de son temps. On trouve un assez grand nombre de lettres qui lui sont adressées dans les Lettere d’uomini illustri del secolo XVII, Venise, 1744, in-8°. Outre des vers dans le dialecte padouan, des discours académiques et des opuscules restés inédits, on a de Gualdo : une lettre sur les qualités que doit réunir un prédicateur, dans l’Orator christianus du P. Carlo Reggio ; une Vie de Palladio, dont Apostolo Zeno, qui possédait le manuscrit original, a publié l’extrait dans ses notes sur la Bibliot. de Fontanini, t. 2, p. 398 ; et la Vie du savant bibliophile Gian Vincenzo Pinelli, publiée par Welser, Augsbourg, 1607, in-4°, et reproduite par William Bates dans les Vitæ selectæ aliquot virorum, Oxford, 1681, in-4° ; puis par Christian Gryphius dans ses Vitæ selectæ, Breslau, 1711. On trouve une notice sur P. Gualdo, ainsi que sur les autres littérateurs de sa famille, dans les Scrittori vicentini du P. Ange-Gabriel de Santa-Maria, t. 6, p. 1-17.